# أليكس برينغل
أليكس برينغل (بالإنجليزية: Alex Pringle) هو مدرب كرة قدم ولاعب كرة قدم بريطاني في مركز ظهير، ولد في 8 نوفمبر 1948 في إدنبرة في المملكة المتحدة. لعب مع تامبا باي راوديز ونادي دندي ونادي كلايد ونادي هيبرنيان.